# Kursalon (Piešťany)
Kursalon (známý také jako Lázeňská dvorana) je velká jednopatrová budova se dvěma atrii v městském parku naproti Grandhotelu Royal (dnes Slovan) v Piešťanech. Je to kulturní památka, postavena byla v roce 1894, architektem byl Ignác Alpár. Jednopatrová budova je situována v městském parku Andreja Kmeťa. Je zároveň největší zachovalou památkou z 19. století v Piešťanech.

## O stavbě
Eklekticky pojatá stavba má čtvercový půdorys s nádvořím. V lázeňské dvoraně se zachovala pozoruhodná štuková výzdoba, která má 350 m² a její výška je 13 m. Nacházely se zde restaurace, hudební síň, kavárna a v prvním patře pokoje pro hosty.

## Využití dnes
V budově dnes sídlí Balneologické muzeum, jehož první expozice zde byla instalována již v roce 1928. Kromě muzea je v budově jídelna pro lázeňské hosty a kanceláře několika firem.